# Chinsali
Chinsali – miasto w Zambii, ośrodek administracyjny prowincji Muczinga. Według danych szacunkowych na rok 2010 liczy 17 035 mieszkańców.